# 検察の在り方検討会議
検察の在り方検討会議（けんさつのありかたけんとうかいぎ）は、日本の法務大臣の私的諮問機関。

## 概要
大阪地方検察庁特別捜査部の3検事、前田恒彦・大坪弘道・佐賀元明らによる大阪地検特捜部主任検事証拠改ざん事件を受けて、法務大臣の私的な諮問機関として設立された。司法試験委員会や検察官適格審査会といった「審議会等」ではなく、あくまで「行政運営上の会合」である「懇談会」として位置づけられる。
2010年10月22日、柳田稔法務大臣は臨時会見を開き、「検察の在り方検討会議」の設置構想を明らかにするとともに、その座長として、弁護士資格を所持し、第83・84代法務大臣などを歴任した千葉景子を選任した。これに対し日本弁護士連合会は、座長の千葉前法務大臣は問題となった障害者団体向け割引郵便制度悪用事件の公判時の法務大臣であったため、「第三者性が確保されるかどうかについて重大な懸念がある。」との宇都宮健児会長名による声明を出した。
2010年11月4日、柳田は選任した全14名の委員を発表した。選任された委員らについて、柳田は「人格・識見に優れていると同時に，刑事司法の分野にとどまらず，様々な分野において御活躍の方々」 だと説明し、さらに「国民の皆様に御納得いただけるような改革案を検討していいただくのに適した方々だ」（原文まま） と語った。また、この会議を設置した狙いについて「検討会議の目的は，国民の検察に対する信頼を回復しなければならない，そのための改革策を御提言いただきたい」 と説明した。メンバーの構成は、弁護士だけでも8名を占めている。検察官出身者2名、裁判官出身者2名、警察官出身者1名、法学者2名という、司法分野に精通したメンバーが集められた。また、検事総長経験者や警察庁長官経験者など、検察や警察の最高幹部が含まれている。
2011年3月31日、「検察の再生に向けて」と題した報告書をまとめ、江田五月法務大臣に提出し解散した。

## 構成
座長1名の他、日本弁護士連合会推薦の弁護士から2名、刑事訴訟法学者から2名、検察庁出身者から2名、裁判官出身者から2名及び財界・官界など各界の有識者6名、計15名から構成されている。
| 検察の在り方検討会議 | 検察の在り方検討会議 | 検察の在り方検討会議                                                                      |
| 役職                 | 氏名                 | 備考                                                                                      |
| -------------------- | -------------------- | ----------------------------------------------------------------------------------------- |
| 座長                 | 千葉景子             | 弁護士（前法務大臣）                                                                      |
| 委員                 | 石田省三郎           | 弁護士（仙谷由人官房長官の訴訟代理人）                                                    |
| 委員                 | 井上正仁             | 東京大学大学院法学政治学研究科教授（刑事訴訟法学者、元日本刑法学会理事長）                |
| 委員                 | 江川紹子             | ジャーナリスト（獨協大学経済学部特任教授、元神奈川新聞記者）                              |
| 委員                 | 郷原信郎             | 弁護士（名城大学教授、元東京高等検察庁検事、前田恒彦元検事の元同僚）                      |
| 委員                 | 後藤昭               | 一橋大学大学院法学研究科教授（刑事訴訟法学者、元法と心理学会理事長）                      |
| 委員                 | 佐藤英彦             | 警察共済組合理事長（第19代警察庁長官、旧司法試験合格者）                                  |
| 委員                 | 嶌信彦               | ジャーナリスト（白鷗大学経営学部教授、元毎日新聞記者）                                    |
| 委員                 | 高橋俊介             | 組織人事コンサルタント（元ワトソンワイアット日本法人社長、慶應義塾大学SFC研究所上席所員） |
| 委員                 | 但木敬一             | 弁護士（第23代検事総長、森・濱田松本法律事務所客員弁護士）                                |
| 委員                 | 龍岡資晃             | 弁護士（元福岡高等裁判所長官、学習院大学大学院法務研究科教授）                            |
| 委員                 | 原田國男             | 弁護士（元東京高等裁判所部総括判事、田辺総合法律事務所パートナー）                        |
| 委員                 | 宮﨑誠               | 弁護士（元日本弁護士連合会会長、大江橋法律事務所代表社員）                                |
| 委員                 | 諸石光熙             | 弁護士（元住友化学株式会社代表取締役専務、弁護士法人大江橋法律事務所パートナー）          |
| 委員                 | 吉永みち子           | ノンフィクション作家（元競馬新聞「勝馬」記者）                                            |

- 2010年11月4日、法務大臣柳田稔により発表。
- 「前」「元」の表記は、2010年11月4日時点での役職に基づく。